# Rosa longicuspis
Rosa longicuspis — вид рослин з родини розових (Rosaceae); поширений у Китаї й Індії.

## Опис

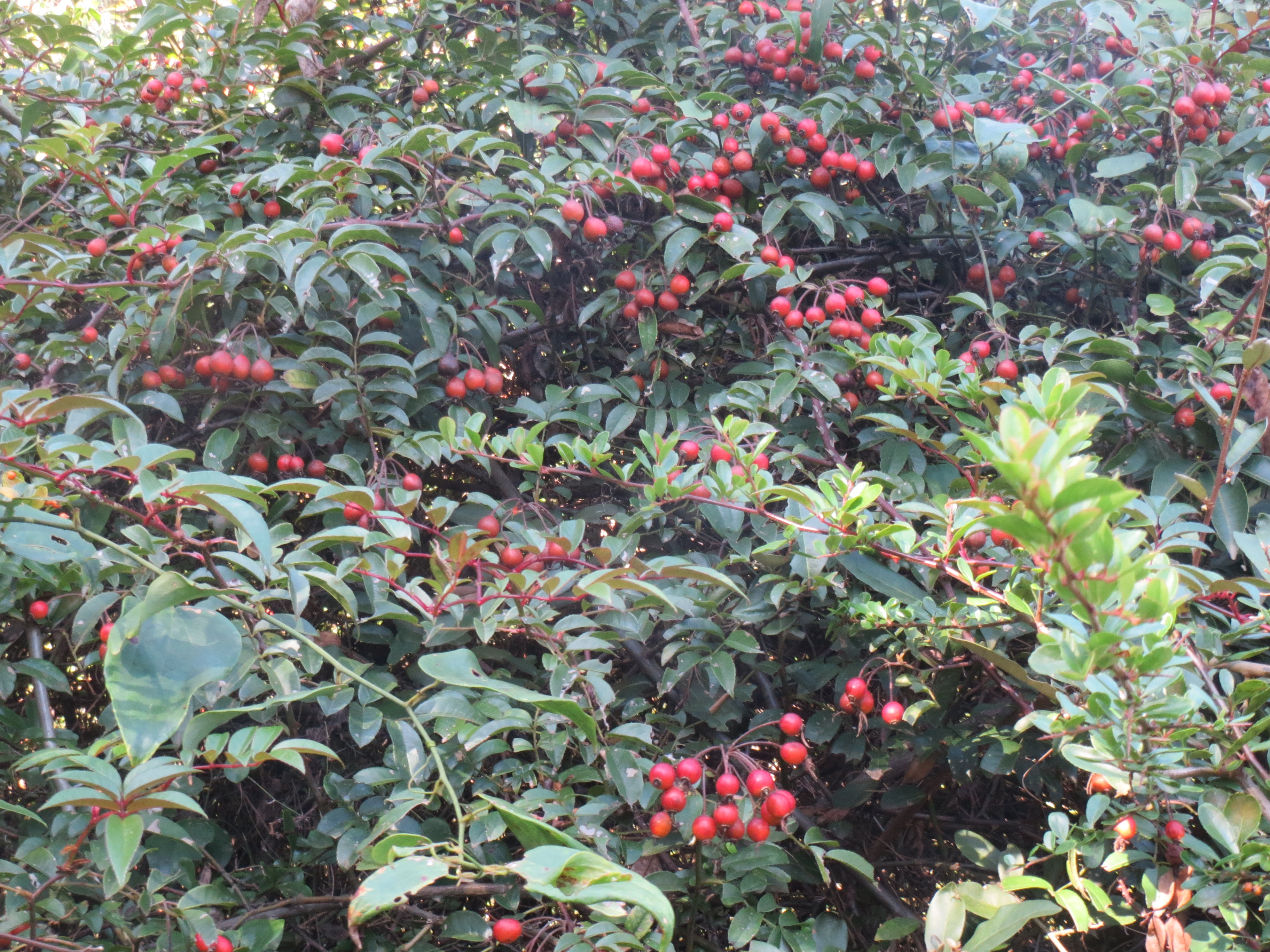
плоди шипшини

Кущ як правило, вічнозелений, виткий, 1.5–6 м заввишки. Гілочки пурпурно-коричневі. Колючки рідкісні або розсіяні, вигнуті, до 5 мм, міцні, плоскі, поступово звужуються до широкої основи. Листки включно з ніжкою 7–14 см; прилистки в основному прилягають до ніжки, вільні частини ланцетні, часто залозисто-запушені; хребет і ніжка листка голі, з кількома гачкоподібними колючками; листочків 5–9, яйцюваті, еліптичні або яйцювато-довгасті, 3–7(11) × 1–3.5(5) мм, обидві поверхні голі, зверху блискучі, основа субокругла або широко клиноподібна, край гостро пилчастий, верхівка загострена або довго загострена. Квітки численні, в щитку; 3–4(5) см у діаметрі; квітоніжка 1.5–3.5 см, мало-запушена, густо залозисто-запушена; чашолистків 5, листопадні, ланцетні, 0.8–1.2 см обидві поверхні запушені; пелюстків 5, запашні, білі або кремово-білі, широко обернено-яйцюваті. Плоди шипшини темно-червоні, обернено-яйцюваті, діаметром 1–1.2 см, голі.
Період цвітіння: травень — липень. період плодоношення: липень — листопад.

## Поширення
Поширений у Китаї (Гуйчжоу Сичуань, Юньнань), Індії (Ассам).
Населяє змішані вічнозелені ліси, зарості, чагарники, сухі відкриті ділянки; на висотах 400–2700 м.